# Yu Yang (Badminton)

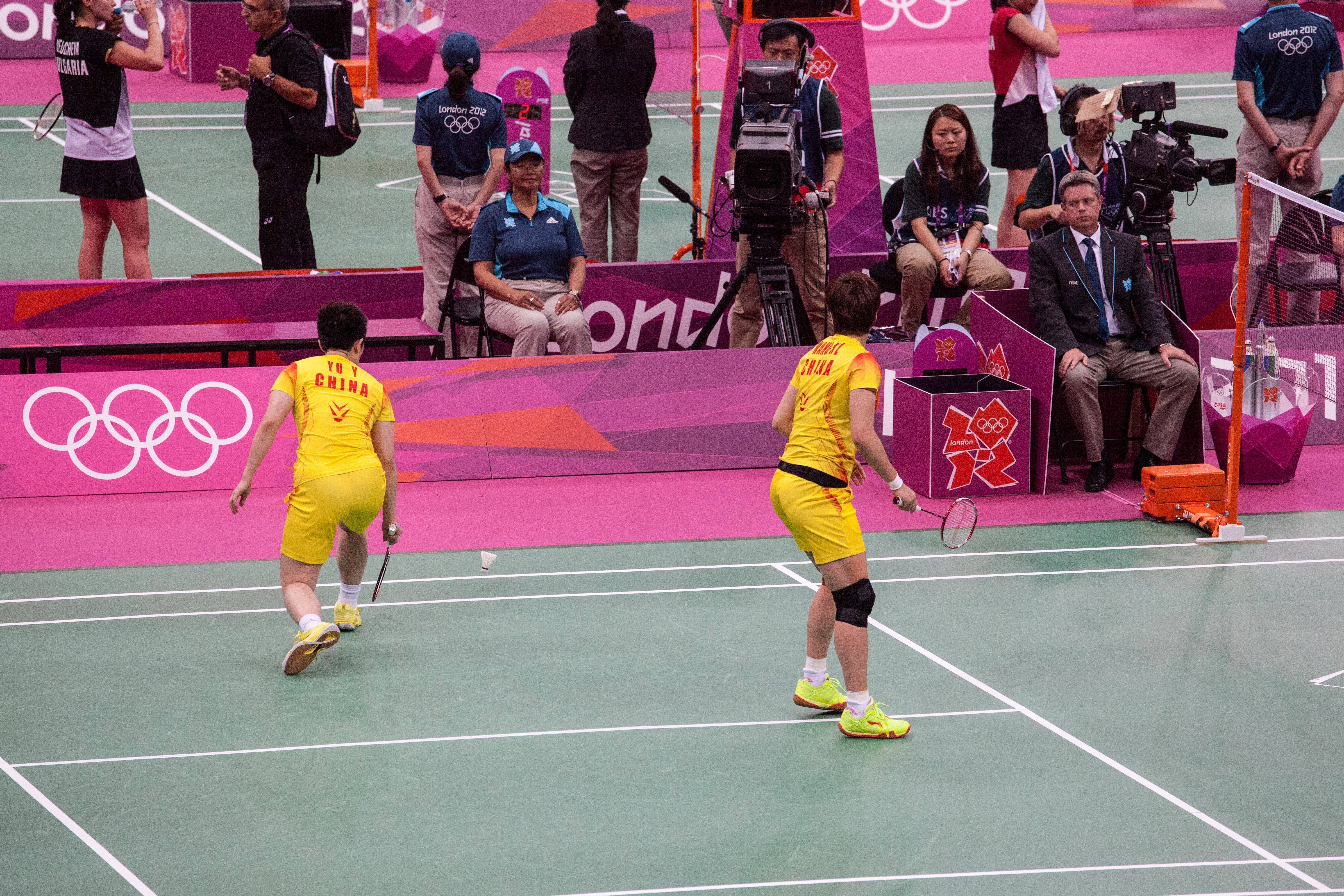
Yu Yang (links) 2012

Yu Yang (chinesisch 于洋, Pinyin Yū Yáng; * 7. April 1986 in Haicheng, Provinz Liaoning) ist eine chinesische Badmintonspielerin.

## Karriere
2004 stand Yu Yang bei den Asienmeisterschaften im Doppelfinale und gewann Silber, zwei Jahre später siegte sie bei der gleichen Veranstaltung. Bei den Weltmeisterschaften 2006 wurde sie Vizeweltmeisterin im Damendoppel. 2007 stand sie bei den Thailand Open, German Open und Indonesia Open im Finale der Damendoppels. Das letztgenannte Turnier, zu den Top-Veranstaltungen der BWF Super Series zugehörig, konnte sie als Siegerin beenden. Die Badminton-Weltmeisterschaft 2007 verlief alles andere als optimal für Yu Yang. Das Damendoppel musste sie, an Nummer 4 gesetzt, im ersten Spiel absagen, und im Mixed unterlag sie mit ihrem Partner He Hanbin im Achtelfinale den Polen Robert Mateusiak und Nadieżda Kostiuczyk.
Am 16. August gewann Yu Yang zusammen mit ihrer Partnerin Du Jing das Finale im Damendoppel des Badmintonturniers der Olympischen Spiele 2008 in Peking gegen die Paarung Lee Hyo-jung und Lee Kyung-won aus Südkorea. Am 17. August 2008 spielte Yu Yang mit ihrem Partner He Hanbin gegen die indonesische Paarung Vita Marissa und Flandy Limpele um die olympische Bronzemedaille im Mixed. Sie gewannen das Spiel in 73 Minuten mit 19-21, 21-17 und 23-21. 2011 wurde sie Weltmeisterin im Damendoppel.
2013 erreichte Yu Yang mit ihrer Partnerin Wang Xiaoli das Finale im Damendoppel der Indonesia Open, das gegen die chinesische Paarung Cheng Shu und Bao Yixin in drei Sätzen verloren wurde.

## Spielmanipulation bei den Olympischen Spielen 2012
Bei den Olympischen Spielen 2012 wurde sie gemeinsam mit ihrer Partnerin Wang Xiaoli vom Weltverband wegen Spielmanipulation von den Spielen disqualifiziert. Im letzten Gruppenspiel zeigten die beiden sichtbar nicht den Willen, das Spiel gewinnen zu wollen, da sie bei einer Niederlage in der anschließenden K.O.-Runde auf vermeintlich schwächere Gegner getroffen wären.
Aufgrund dieser Disqualifikation erklärte Yu Yang am 2. August 2012 ihre Sportkarriere für beendet. Später trat sie allerdings vom Rücktritt zurück und trat wieder im Damendoppel an.

## Erfolge im Damendoppel
| Datum              | Veranstaltung                          | Platz                          |
| ------------------ | -------------------------------------- | ------------------------------ |
| 22. Dezember 2002  | China Open 2002                        | Halbfinalistin                 |
| 16. November 2003  | China Open 2003                        | Viertelfinalistin              |
| 25. Januar 2004    | Siam Cement WGP Thailand Open 2004     | Finalistin                     |
| 21. März 2004      | French Open International 2004         | Siegerin                       |
| 28. März 2004      | Nokia Polish Open International 2004   | Siegerin                       |
| 26. April 2004     | Asienmeisterschaft 2004                | Finalistin                     |
| 14. November 2004  | China Open 2004                        | Halbfinalistin                 |
| 19. Dezember 2004  | Djarum Indonesia Open 2004             | Halbfinalistin                 |
| 30. Januar 2005    | Noonnoppi Korea Open 2005              | Halbfinalistin                 |
| 5. März 2005       | Yonex German Open 2005                 | Viertelfinalistin              |
| 13. März 2005      | Yonex All England Open 2005            | Viertelfinalistin              |
| 4. September 2005  | China Masters 2005                     | Siegerin                       |
| 11. September 2005 | Asienmeisterschaft 2005                | Achtelfinalistin               |
| 8. Januar 2006     | Wilson Badminton Swiss Open 2006       | Siegerin                       |
| 15. Januar 2006    | Yonex German Open 2006                 | Viertelfinalistin              |
| 12. März 2006      | China Masters 2006                     | Halbfinalistin                 |
| 2. April 2006      | Asienmeisterschaft 2006                | Siegerin                       |
| 7. Mai 2006        | Uber Cup 2006                          | Sieger mit der Damenmannschaft |
| 18. Juni 2006      | Proton Malaysia Open 2006              | Finalistin                     |
| 25. Juni 2006      | Chinese Taipei Open 2006               | Halbfinalistin                 |
| 2. September 2006  | Yonex Sunrise Hong Kong Open 2006      | Viertelfinalistin              |
| 24. September 2006 | Individual Weltmeisterschaften 2006    | Halbfinalistin                 |
| 15. Oktober 2006   | Yonex Japan Open 2006                  | Halbfinalistin                 |
| 4. März 2007       | Yonex German Open 2007                 | Siegerin                       |
| 11. März 2007      | Yonex All England Super Series         | Viertelfinalistin              |
| 6. Mai 2007        | Aviva Open Singapore Super Series 2007 | Viertelfinalistin              |
| 13. Mai 2007       | Djarum Indonesia Super Series 2007     | Siegerin                       |
| 8. Juli 2007       | SCG Thailand Open Grand Prix Gold 2007 | Finalistin                     |
| 15. Juli 2007      | China Open Super Series 2007           | Halbfinalistin                 |
| 15. Juni 2008      | Aviva Open Singapore Super Series 2008 | Siegerin                       |
| 16. August 2008    | Olympische Spiele 2008                 | Siegerin                       |
| 16. Juni 2013      | Indonesia Open                         | Finalistin                     |